# Historical Figures and Ancient Heads
Historical Figures and Ancient Heads è un album dei Canned Heat pubblicato nel 1972. È il primo lavoro nel quale non appare il cantante Alan Wilson, deceduto l'anno precedente, che venne sostituito da Joel Scott Hill, ad eccezione che nel brano  Rockin' WIth The King cantato da Little Richard.

## Tracce
1. Sneakin' Around (Jessie Mae Robinson) - 4:53
2. Hill's Stomp (Joe Scott-Hill) - 3:03
3. Rockin' With the King (Little Richard, Skip Taylor) - 3:17
4. I Don't Care What You Tell Me (Charles Lloyd) - 3:58
5. Long Way from L.A. (Jud Baker) - 3:05
6. Cherokee Dance (Robert Landers) - 4:25
7. That's All Right (Jimmy Rogers) - 5:30
8. Utah (Canned Heat) - 8:25
9. Long Way from L.A. versione singolo (Jud Baker) - 2:53

## Musicisti

### Gruppo
- Bob Hite – voce
- Joe Scott Hill –chitarra, voce
- Henry Vestine – chitarra solista
- Tony de la Barreda – basso elettrico
- Fito de la Parra – batteria, pianoforte

### Altri musicisti
- Little Richard - pianoforte, voce
- Clifford Solomon - sax
- Charles Llyod - flauto
- Harvey Mandel – chitarra